# クラウディア・プルクラ (プブリウス・クィンクティリウス・ウァルスの妻)
クラウディア・プルクラ (ラテン語: Claudia Pulchra 紀元前14年 – 紀元後26年) は、アウグストゥス期からティベリウス期にかけて生きた、古代ローマのパトリキの女性。アウグストゥスの大姪にあたり、プブリウス・クィンクティリウス・ウァルスと結婚した。

## 生涯

### 家族
クラウディア・プルクラは紀元前12年の執政官マルクス・ウァレリウス・メッサッラ・アッピアヌスと小クラウディア・マルケッラの娘として生まれた。母方の祖父母は執政官小ガイウス・クラウディウス・マルケッルスと小オクタウィア（アウグストゥスの姉）である。ジョージ・パトリック・ゴールドら一部の歴史家は、クラウディア・プルクラの実の父はプブリウス・クラウディウス・プルケル（プブリウス・クロディウス・プルケルの子）ではないかと推測しているが、ロナルド・セイムらはこの説を否定している。

### 結婚
クラウディア・プルクラは、ローマ帝国の将軍・政治家であるプブリウス・クィンクティリウス・ウァルスの三番目の妻となった。夫婦の間には息子が生まれ、父と同名のプブリウス・クィンクティリウス・ウァルスと名付けられた。しかし9年9月、ウァルスはゲルマニア・インフェリオルへの遠征中にトイトブルク森の戦いで敗北し、自殺した。その後、クラウディア・プルクラは生涯再婚しなかった。

### 追放と死
プルクラは又従姉妹にあたる大アグリッピナと常に仲が良かった。それが災いして、26年のセイヤヌス裁判に巻き込まれることになった。クラウディア・プルクラはグナエウス・ドミティウス・アフェルにティベリウス毒殺未遂や魔術への傾倒、不品行の咎で告発され、追放され死去した。歴史家タキトゥスは、この裁判はティベリウスが間接的に大アグリッピナを攻撃するための政治的なものであったとしている。
息子の小ウァルスは、両親の遺産を継承して富裕な生活を享受した。しかし27年に反逆罪で告発され、危うく死刑判決を免れた。この事件は、ティベリウスの人間不信の増大とセイヤヌスの陰謀によるものであった。